# Kawiarnia Schmida w Krakowie
Kawiarnia Schmida – nieistniejąca już kawiarnia znajdująca się w Krakowie, przy ulicy Szewskiej 27, na Starym Mieście.
Kawiarnia Schmida została założona w 1884 roku przez W. Schmida w kamienicy przy ulicy Szewskiej 27, na krakowskim Starym Mieście. Była drugą, po kawiarni Antoniny Koziarskiej, kawiarnią artystyczną. W czasie swojego istnienia kawiarnia cieszyła się dużą popularnością. 
W 1889 roku lokal został poszerzony o drewnianą werandę od strony Plant. Po śmierci W. Schmida w 1899 roku, właścicielem kawiarni został Z. Majewski. Kawiarnia została zlikwidowana w 1902 roku.